# Малдирима (Козенца)
Малдирима је насеље у Италији у округу Козенца, региону Калабрија.
Према процени из 2011. у насељу је живело 197 становника. Насеље се налази на надморској висини од 727 м.